# Destineziet
Het mineraal destineziet  is een ijzer-sulfaat-fosfaat, zowel een sulfaat als een fosfaat in verbinding met ijzer met de molecuulformule Fe3+2[OH|SO4|PO4]·5-6H2O. Het is dus een gehydrateerd molecuul. Destineziet met een triklien kristalstelsel en diadochiet, dat amorf is, hebben veel overeenkomstige eigenschappen, ze zijn polymorf. Destineziet is de vorm die zich tot kristal heeft ontwikkeld. Het is doorzichtig en wit, geelwit, groen of bruin, kaneelbruin, het heeft een doffe tot wasglans en een gele streepkleur. De massadichtheid is 2,2 kg/l, de hardheid is 3 - 3,5 en het mineraal is niet radioactief. De typelocatie ligt bij Argenteau in de Belgische Ardennen.